# Cosme Delgado
Cosme Delgado, ou Padre Cosme Delgado, (Cartaxo c. 1530 – Évora, 17 de setembro de 1596) foi um compositor português.

## Vida
Cosme Delgado (Cartaxo c. 1530 - Évora 17-09-1596) foi um compositor português do Renascimento.
Nasceu no Cartaxo tendo na sua menoridade ingressado provavelmente no convento franciscano local, denominado do Espírito Santo.
Posteriormente deslocou-se para Évora. Aí, como bacharel da Sé Catedral, foi um exímio cantor, conhecendo-se um sumptuso elogio do cabido da Sé, do então D. Teotónio de Bragança: "e tem elle neste officio de musica tantas partes de que Nosso Senhor o dotou que por boa voz e habilidade parece que ainda que delle fora merecido e escusaren de tal por sua Rara habilidade e voz boase podia bem exceptuar de todos, /.../".
Foi Mestre de capela da mesma Sé por mais de 30 anos, onde foi um renomado compositor e professor.
Instruiu as primeiras gerações de música polifónica da chamada Escola de Évora, da qual, o mais importante de seus alunos foi Manuel Mendes, que é significativamente o primeiro nome desta plêiede de renomados compositores de Polifonia portuguesa, nos quais se seguirão Fr. Manuel Cardoso, Duarte Lobo, e Filipe de Magalhães.

## Composições
As suas obras incluem missas, motetes, e lamentações a 4, 8 e 12 vozes; e um ensaio teórico ou Manual de Música em três partes. Na sua morte, as suas composições foram legados por si, em testamento, ao Convento do Espinheiro dos Religiosos de São Jerónimo em Évora. Destas obras constavam Missas, Motetes, Lamentações segundo nos diz o Licenciado Francisco Galvão Maldonado nas suas Memórias que reuniu para a 'Biblioteca Portuguesa'. Entre estas obras estava também um 'Manual de Música' em três partes. Devido à Extinção das Ordens Religiosas em Portugal (ou Secularização), em 1834, desconhece-se hoje o paradeiro das suas obras musicais e teóricas.